# Wallace Wolodarsky
Wally Wolodarsky, detto Wallace (Stati Uniti d'America, 15 febbraio 1963), è un regista, sceneggiatore e produttore cinematografico statunitense.

## Biografia
È noto per essere stato uno degli sceneggiatori della serie animata I Simpson nelle prime quattro stagioni insieme al suo partner Jay Kogen.
È anche conosciuto per certi ruoli in alcuni film di Wes Anderson tra cui Rushmore e Il treno per il Darjeeling e per aver doppiato Kylie in Fantastic Mr. Fox.

## Vita privata
È di origini ebraiche ed è fidanzato con la regista Maya Forbes, sorella della cantante China Forbes.

## Filmografia

### Regista e sceneggiatore

#### Cinema
- Coldblooded (1995)
- Sorority Boys (2002)
- La casa de la fraternidad (2002)
- Seeing Other People (2004)
- The Rocker - Il batterista nudo (The Rocker) (2008)
- Mostri contro alieni (Monsters vs. Aliens) (2009)
- Diario di una schiappa - Vita da cani (Diary of a Wimpy Kid: Dog Days) (2012)
- Il re della polka (The Polka King) (2017)
- Qua la zampa (A Dog's Purpose) (2017)
- Qua la zampa 2 - Un amico è per sempre (A Dog's Journey) (2019)
- Trolls World Tour (2020)

#### Televisione
- I Simpson (The Simpsons), serie animata (1989-in corso) - 4 stagioni

### Attore
- Rushmore, regia di Wes Anderson (1995) - cameo
- Il treno per il Darjeeling (The Darjeeling Limited), regia di Wes Anderson (2007)
- Teneramente folle (Infinitely Polar Bear), regia di Maya Forbes (2014)
- Grand Budapest Hotel (The Grand Budapest Hotel), regia di Wes Anderson (2014) - cameo
- The French Dispatch of the Liberty, Kansas Evening Sun, regia di Wes Anderson (2021) - cameo

### Doppiatore
- Fantastic Mr. Fox, regia di Wes Anderson (2009)

## Doppiatori italiani
Nelle versioni in italiano dei suoi lavori, Wallace Wolodarsky è stato doppiato da:
- Sergio Lucchetti ne Il treno per il Darjeeling[1]
- Alessandro Quarta in Teneramente folle[2]

Da doppiatore è sostituito da:
- Sergio Lucchetti in Fantastic Mr. Fox[3]